# Beaumetz-les-Cambrai Military Cemetery N°1
Le Beaumetz-les-Cambrai Military Cemetery No 1 est l'un des deux cimetières militaires de la Première Guerre mondiale situés sur le territoire de la commune de Beaumetz-lès-Cambrai, Pas-de-Calais. Le second est Beaumetz Cross Roads Cemetery.

## Localisation
Ce cimetière est situé à 2 km au nord du village au bord de la D930, route de Bapaume à Cambrai.

## Historique
Beaumetz-lès-Cambrai a été occupé par les Allemands dès fin août 1914 et resta loin du front jusqu'en 1917. Le village a été capturé par l'ennemi le 22 mars 1918, après une défense obstinée des 51e et 25e divisions et repris définitivement au milieu du mois de septembre suivant. Le cimetière militaire n° 1 de Beaumetz-les-Cambrai a été réalisé par l'ennemi après les combats de mars 1918 et connu sous le nom de cimetière militaire n° 9 ; après l'armistice, les tombes de 307 soldats allemands ont été transférées dans d'autres cimetières et 33 des tombes britanniques ont été regroupées.

## Caractéristique
Il y a maintenant plus de 257 soldats britanniques commémorés sur ce site. Parmi ceux-ci, 182 sont non identifiés ; ils appartenaient en grande partie à la 51e Division, mais aussi aux 25e, 6e et 19e. Il est composé principalement de tombes collectives. Le cimetière couvre une superficie de 819 mètres carrés et est entouré d'un mur en silex.

## Galerie

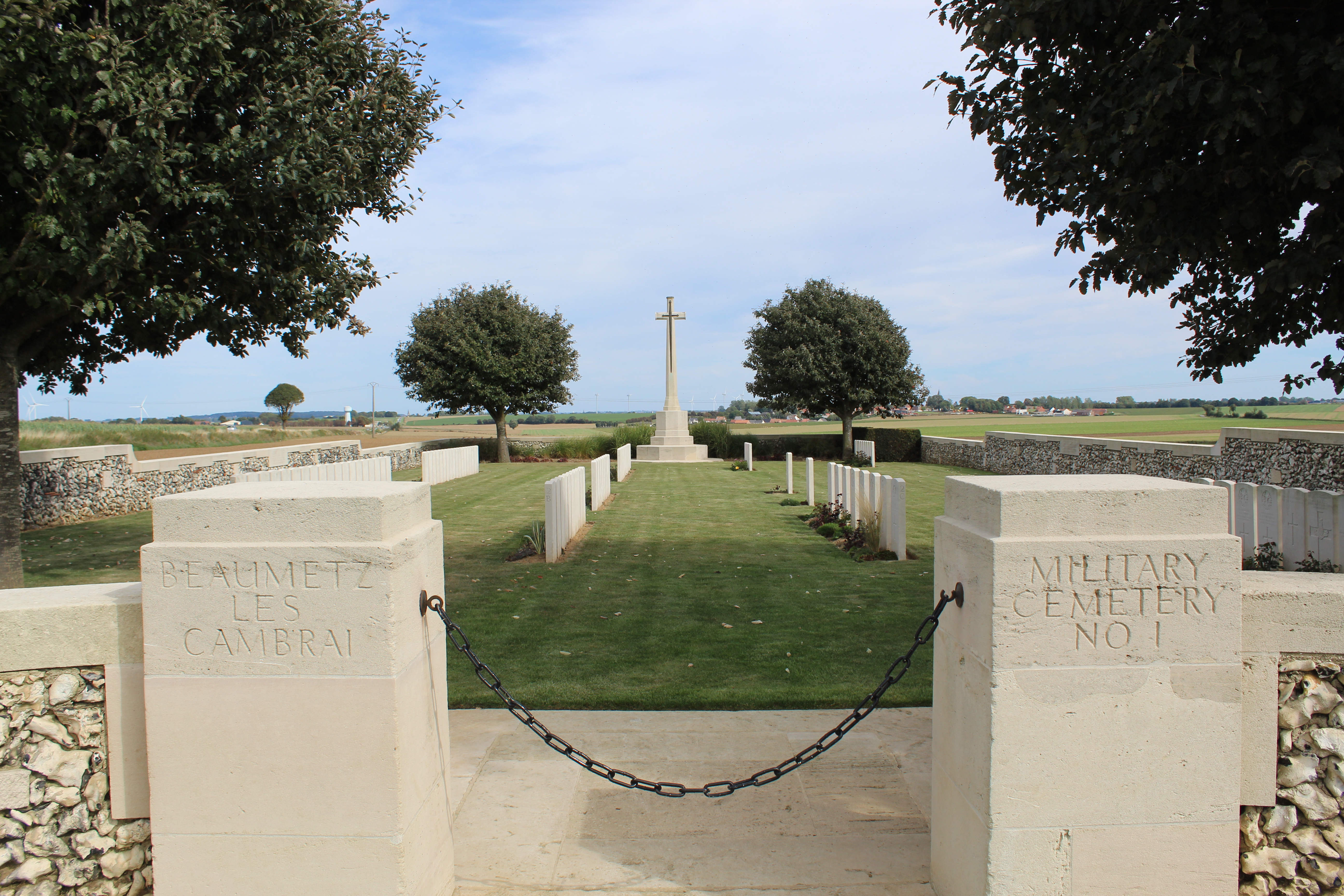
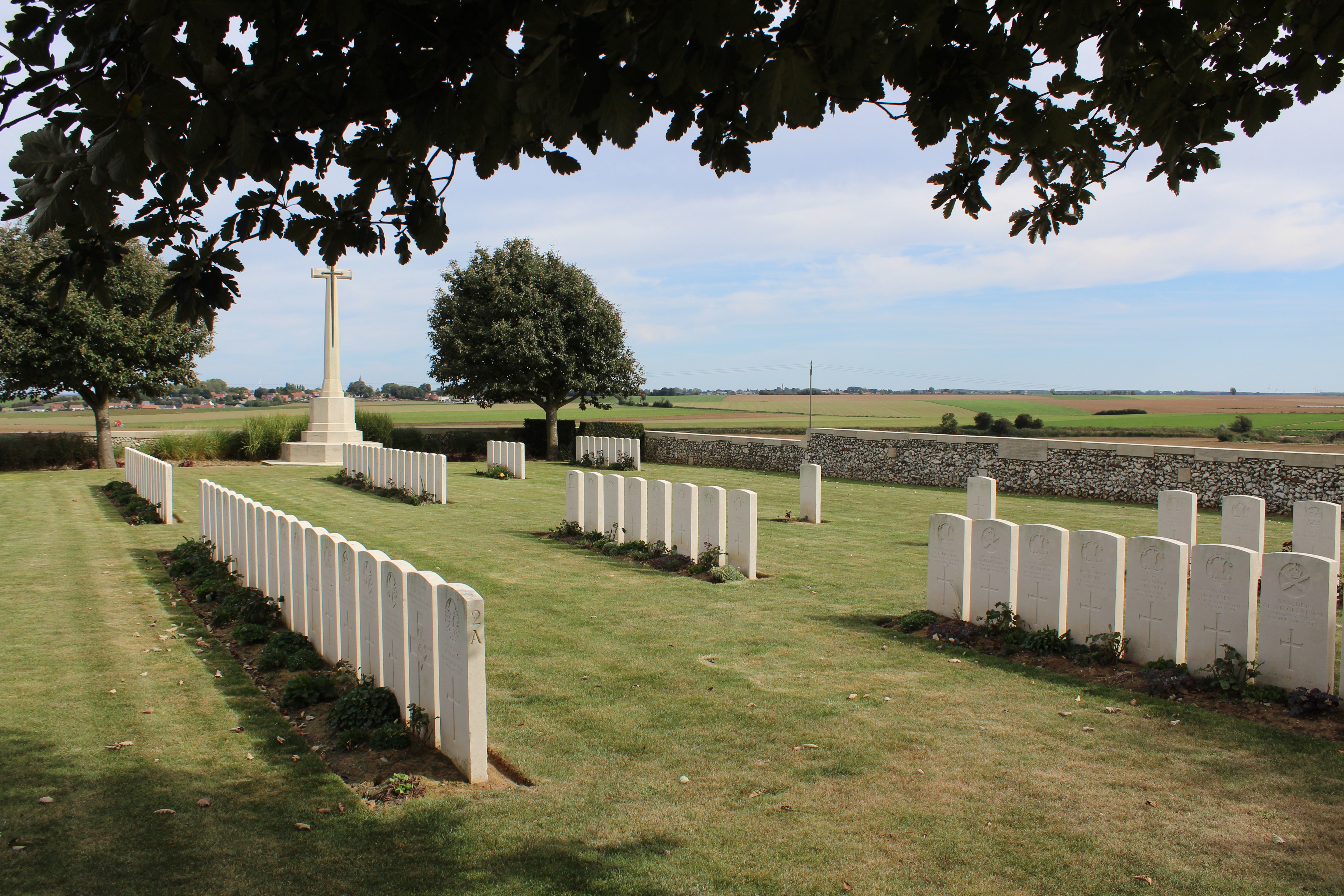
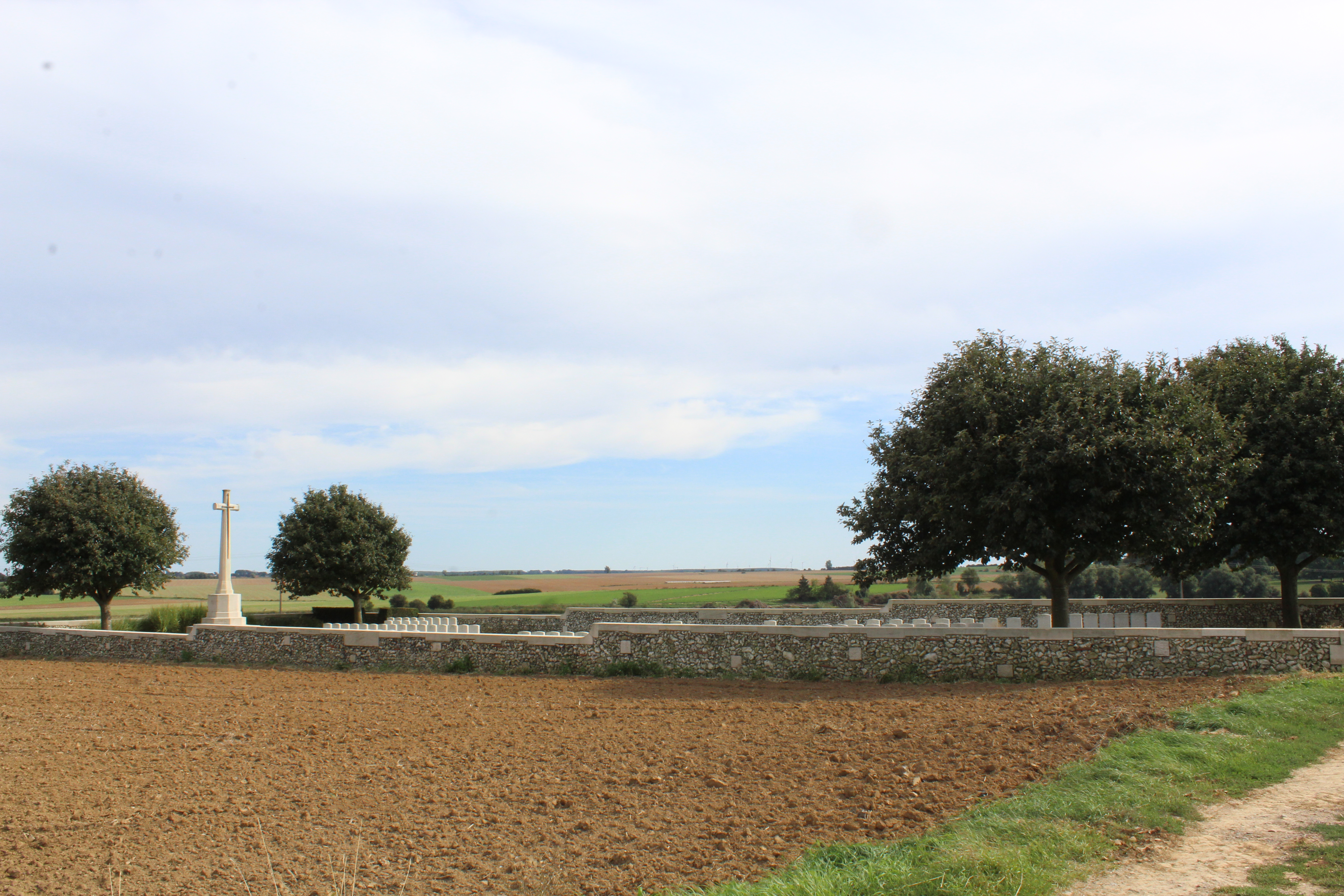

## Sépultures
| Pays        | Sépultures |
| ----------- | ---------- |
| Royaume-Uni | 257        |

## Pour approfondir